# NGC 6115
NGC 6115 је расејано звездано јато у сазвежђу Угломер које се налази на NGC листи објеката дубоког неба.
Деклинација објекта је - 51° 57' 12" а ректасцензија 16h 24m 26,8s. Привидна величина (магнитуда) објекта NGC 6115 износи 9,8. NGC 6115 је још познат и под ознакама OCL 960, ESO 226-SC7.